# Коні під місяцем
«Коні під місяцем» — радянський телефільм 1979 року, знятий режисером Олегом Тулаєвим на кіностудії «Таджикфільм».

## Сюжет
Телефільм за сценарієм Р. Ібрагімбекова та В. Багдасарова.

## У ролях
- Рашид Маліков — Октам
- Інна Тешабаєва — Мухаббат
- З. Хабібуллаєв — Джамолбек
- Махмуд Тахірі — Юсуф, батько Мухаббат
- Єрмахмад Аралєв — Курбон, метеоролог
- Галіб Ісламов — Ахун, агроном
- Тахір Сабіров — Устокалон
- Абдурахім Кудусов — Саїд, голова радгоспу
- Махамадалі Мухамадієв — епізод
- Мукаррама Камалова — епізод
- Амон Кадиров — епізод
- Насір Хасанов — епізод
- Курбан Холов — директор цирку
- Зухра Ашурова — епізод
- Хонгор Сангінов — епізод
- Сіно Ахмедов — епізод
- А. Джураєв — епізод
- Гульсара Абдуллаєва — епізод

## Знімальна група
- Режисер — Олег Тулаєв
- Сценаристи — Рустам Ібрагімбеков, Віктор Багдасаров
- Оператор — Рустам Мухамеджанов
- Композитор — Шодмон Пулоді
- Художник — Сергій Романкулов